# Douglas Bader
Douglas Robert Steuart Bader CBE, DSO & Barra, DFC & Barra, DL, FRAeS(St John's Wood, Londres, 21 de febrer de 1910 – 5 de setembre de 1982) va ser un pilot de caça d'èxit a la Royal Air Force durant la Segona Guerra Mundial. Bader va ser considerat un heroi inspirador a la seva època, i no només perquè havia perdut les dues cames en un accident de vol de preguerra. Les seves opinions dogmàtiques, brutalment directes i sovint molt discutides (sovint contra l'autoritat) anaven de la mà amb una energia i un entusiasme sense fi que inspirava adoració i frustració en la mateixa proporció entre els seus iguals i els seus subordinats. Arribà al grau de Capità de Grup, i gaudí dels títols de Knight Bachelor, Orde de l'Imperi Britànic, Orde del Servei Distingit, Creu dels Vols Distingits, Reial Societat Aeronàutica, Tinent Adjunt, Royal Air Force

## Biografia
Bader va néixer a sent el segon fill del Major Frederick Roberts Bader dels Enginyers Reials i de la seva esposa Jessie. Els dos primers anys els passà amb uns parents a l'Illa de Man, mentre que el seu pare havia tornat al seu destí a l'Índia poc després del naixement del seu fill, i va ser acompanyat per la seva esposa i el seu fill gran. Amb dos anys, Douglas es reuní amb la seva família a l'Índia, un any abans que tota la família tornés cap a Londres. Va anar a la Temple Grove Prep School a Eastbourne, i després a la St. Edward's School d'Oxford, on coincidí amb Guy Gibson i amb Adrian Warburton. El seu pare va combatre a la I Guerra Mundial a França, morint el 1922 per les complicacions de les ferides que rebé el 1917. La seva mare es tornà a casar amb el Reverend Ernest William Hobbs, i per la qual cosa Bader es crià a la rectoria de Sprotborough, prop de Doncaster Yorkshire del Sud

## Servei a la RAF
Bader s'allistà a la RAF el 1928 com a cadet. Va ser un pilot que demostrava maneres i un destacat esportista, jugant a rugbi i estant a prop de formar part de la selecció nacional. Participà en un partit de criquet amb l'equip de la RAF contra el de l'Exèrcit al juliol de 1931; el seu resultat va ser de 65 a 1. El 26 de juliol de 1930, Bader va ser considerat oficialment pilot de la RAF incormporant-se al esquadró 23 amb base a Kenley, Surrey, volant amb un Gloster Gamecock i, poc després, amb un Bristol Bulldog.

El 14 de desembre de 1931, mentre visitava l'Aero Club de Reading, intentà realitzar algunes acrobàcies a baixa altura amb un Bulldog. El seu avió s'estavellà quan la punta de l'ala esquerra tocà el terra. Va ser enviat al Reial Hospital de Berkshire a Reading, on se li van haver d'amputar les dues cames (una per sobre i l'altra per sota del genoll). Bader ho va descriure d'una manera ben lacònica al seu diari: 
| “ | Estavellat volant prop del terra. Un mal espectacle. | ” |

Bader tingué la seva oportunitat per demostrar que podia seguit volant quan, al juny de 1932, el Sots-secretari de l'Aire Phillip Sasson aconseguí un Avro 504 que Bader pilotà competentment. Un examen mèdic posterior dictaminà que era apte pel servei actiu. No obstant això, a l'abril de 1933 rebé notificació conforme la RAF havia decidit revocar la seva decisió, donat que la seva situació no s'ajustava amb les ordenances. Al maig, Bader rebé la invalidesa de la RAF i entrà a treballar a la Asiatic Petroleum Company i, el 1935, es casà amb Thelma Edwards.

## Segona Guerra Mundial
Quan la guerra esclatà el 1939, Bader emprà les seves connexions a Cranwell per tornar a la RAF. Tot i les reticències oficials, se'l catalogà com A.1.B (amb estatus de plena categoria de vol). A finals de novembre finalment va ser enviat a l'Escola Central de Vol, per un curs de reciclatge amb els models nous d'avió. Començant amb el Avro Tutor, progressà amb els Fairey Battle i els Miles Master (la darrera etapa d'entrenament abans dels Spitfires i dels Hurricanes). Bader retingué el rang d'Oficial de Vol que tenia abans del seu retir al maig de 1933.
El primer destí operatiu va ser al febrer de 1940 al 19è Esquadró amb seu a Duxford, prop de Cambridge, on el Comandant, el Cap d'Esquadró Geoffrey Stephenson, era un bon amic dels temps de Cranwell, i on tingué la primera experiència amb els Sptifires. Amb 29 anys, Bader era considerablement més gran que els seus companys. Un dels motius de l'èxit com a pilot de Bader va ser en part a la seva manca de cames: els pilots suporten altes "G" en combat, tenint "punts negres" donada la baixada d'irrigació sanguínia al cervell (la sang se'n va a altres parts del cos, normalment les cames); i com que Bader no tenia cames, podia seguir conscient molta més estona que els seus oponents.

### Batalla d'Anglaterra
L'abril del 1940, abandonà el 19è Esquadró per ser Comandant de Vol amb l'esquadró 222e, també amb seu a Duxford i també comandat per un amic seu, el Cap d'Esquadró Tubby Mermagen, i va ser en aquesta fase que tingué la seva primera experiència de combat. Mentre patrullava per la costa prop de Dunkerque amb el seu Spitfire a uns 30.000 peus, es trobà amb un Bf 109 al davant, volant en la mateixa direcció i aproximadament a la mateixa velocitat. Bader cregué que l'alemany havia de ser un novell, car no realitzava cap acció evasiva. El segon encontre va ser amb un Dornier un dia o dos després, en la que gairebé s'estavella durant una passada a gran velocitat. Poc després d'unir-se al 222è Esquadró, va ser reenviat a RAF Kirton-in-Lindsey, al sud d'Humber.
Després de diverses sortides operatives a Dunkerque, va ser posat al comandament del 242 Esquadró com a Cap d'Esquadró a finals de juny de 1940; una unitat dotada amb Hurricane i amb base a Coltishall, principalment composta per canadencs que havien patit greus pèrdues a la batalla de França i que tenien la moral molt baixa. Tot i la resistència inicial cap al seu nou comandant, Bader se'ls guanyà ràpidament per la seva forta personalitat i perseverança. Mentre que estava amb seu a RAF Duxford, el 242è Esquadró va ser assignat al 12è Grup de la RAF.
Com a amic i seguidor del comandant del 12è Grup, el Vicemariscal de l'Aire Trafford Leigh-Mallory, Bader recolzà la discutida teoria de la Gran Ala. Bader era molt crític amb les tàctiques que usava el comandant de l'11è Grup Keith Park, i Bader vociferà en campanya a favor d'una política agressiva de formar grans formacions de caces defensius al nord de Londres preparats per infligir grans danys a les massives formacions de bombarders alemanys que volaven al sud-est d'Anglaterra. A mesura que la batalla progressava, Bader es trobava sovint al capdavant d'una ala de caces formada de vegades per més de 5 esquadrons. Els èxits de la Gran Ala són difícils de quantificar, car les grans formacions sovint afirmaven més victòries que les que els pertocaven, però no hi ha dubte de què Bader i Leigh-Mallory van contribuir a la marxa del Comandament de Caces del Mariscal de l'Aire Hugh Dowding i del Vicemariscal de l'Aire Keith Park un cop havia finalitzat la batalla.

### Cap d'Ala
El 1941, Bader va ser promogut a Comandant d'Ala i esdevingué un dels primers Líders d'Ala. Destinat a Tangmere, Bader comandà la seva ala d'Spitfires sobre el nord-oest d'Europa en una campanya d'estiu. Aquestes missions combinaven els bombarders amb els caces, per tal d'abatre unitats de caces de la Luftwaffe que d'una altra manera haguessin servit al front rus. Com a Cap d'Ala se li permeté tenir les seves inicials a l'avió com a identificació personal, per la qual cosa les inicials "D-B" van ser pintades al costat del seu Spitfire. Aquestes lletres van fer que el seu senyal de ràdio fos Dogsbody (Cos de Gos).
Durant 1941 la seva ala va ser equipada amb Spitfires VB, que tenien dos canons Hispano de 20mm i 4 metralladores .303. No obstant això, Bader seguia volant amb un Spitfire equipat amb 8 metralladores .303, car ell insistia que eren més efectives contra l'oposició dels caces.

### Presoner de guerra
L'agost de 1941, Bader reclamava 22 victòries aèries, la 5à marca més alta del total de la RAF. El 9 d'agost de 1941, Bader va ser abatut i capturat. Si bé durant anys es cregué que havia col·lidit en ple vol amb un Messerschmitt Bf 109 sobre Le Touquet, aquell dia no es perdé cap Bf 109, i aparentment va ser abatut per un Bf 109F del II/JG26 pilotat pel Feldwebel Meyer. Si bé va intentar saltar, la seva pròtesi dreta va quedar atrapada a l'avió, i només pogué escapar quan va deixar la cama. Algunes fonts indiquen que podria haver estat abatut per foc amic.
Bader va ser capturat pels alemanys, que el tractaren amb gran respecte. El General Adolf Galland, as alemany de l'aviació, notificà als anglesos que Bader tenia una cama feta malbé i els oferí pas perquè llancessin una altra. Els britànics van respondre el 19 d'agost de 1941 amb l'anomenada Operació Cama: es permeté a un bombarder de la RAF que llancés una pròtesi nova en paracaigudes a St Omer, una base de la Luftwaffe a França.
Bader intentà escapar de l'hospital on es recuperava, i durant els anys següents demostrà ser tan corcó amb els alemanys com ho havia estat abans amb els britànics. Va realitzar diversos intents d'evasió, fins al punt en què els alemanys el van amenaçar de treure-li les cames. Va ser enviat primer al Stalag Luft III a Sagan, sent enviat posteriorment al Castell de Colditz Oflag IV-C, on s'estigué fins a la primavera de 1945 quan va ser alliberat per 1r Exèrcit americà. Quan Bader arribà a París, demanà un Spitfire per poder-se unir a la lluita abans que la guerra hagués finalitzat, però òbviament va veure denegada la seva sol·licitud.

## Postguerra
Després del seu retorn a Anglaterra, s'atorgà a Bader l'honor d'encapçalar una passada aèria de 300 avions sobre Londres al juny de 1945 i va ser promogut a Capità de Grup. Restà a la RAF fins que el 21 de juliol de 1946, quan es llicencià i va tornar a treballar a la Shell amb un càrrec directiu.
No sent mai una persona que amagués les seves opinions, Bader generà controvèrsia per les seves opinions polítiques. Conservador amb els valors victorians tradicionals, els seus punts de vista sobre la delinqüència juvenil, l'apartheid i el desafiament de Rhodesia cap a la Commonwealth (era un fidel seguidor del règim de minoria blanca d'Ian Smith) li portà moltes crítiques. La seva associació amb figures de l'extrema dreta van fer pensar que era un extremista i racista, si bé en el cas de la política aquesta impressió era incorrecta.
A la mort de la seva primera esposa, Thelma, es casà amb Joan Murray.
La seva agenda de treball era esgotadora per un home sense cames i amb una afecció cardíaca i, després d'un sopar en honor del 90è aniversari del Mariscal de la Reial Força Aèria Sir Arthur "Bombarder" Harris, Bader morí d'un atac de cor el 5 de setembre de 1982 a l'edat de 72 anys. Tres setmanes abans ja havia patit un atac menor després d'un torneig de golf.

## Honors i tributs

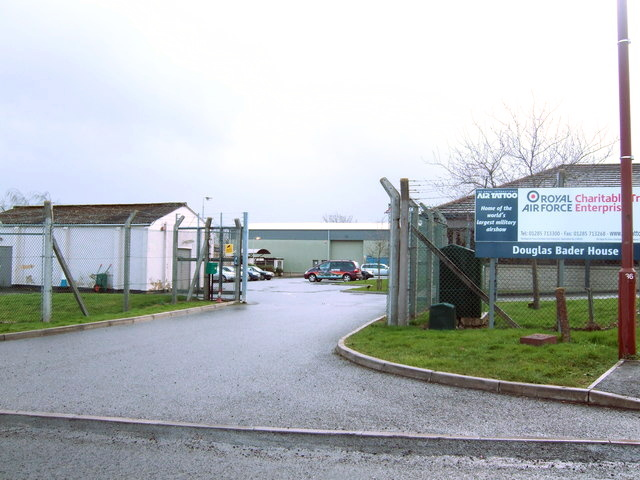
Casa de Douglas Bader, actual Museu de la RAF.

Douglas Bader té una carretera nomenada en honor seu a Elm Park, a Essey. Bader Way és a escassos minuts de la base de la RAF a Honchurch. A Canford Heath, Poole hi ha la Bader Road. El 1976 va ser nomenat cavaller pels seus serveis als amputats i per la seva tasca en favor dels discapacitats.
La biografia de Bader, Reach for the Sky, va ser escrita després de la guerra per Paul Brickhill i esdevingué un èxit de vendes. El 1956 s'estrenà una pel·lícula del mateix títol, amb Kenneth More com Bader.
Les cames artificials de Bader estan dipositades al Museu de la RAF a Stafford, però no estan exhibides.

### Promocions
Oficial Pilot – 26/7/1930
 Oficial de Vol – 6/6/1932 (retirat el 30/4/1933)
 Tinent de Vol – 4/1940
 Cap d'Esquadró – 24/6/1940
 Comandant d'Ala – 1/12/1945 (en funcions des del 3/1941)
 Capità de Grup – juny de 1945 (retirat el 21/7/1946)

### Condecoracions
- Knight Bachelor – 12/06/1976
- Company de l'Imperi Britànic – 2/01/1956
- Orde del Servei Distingit amb Barra – 1/10/1940 (barra: 15/07/1941)
- Creu dels Vols Distingits amb Barra – 07/01/1941 (barra: 09/09/1941)
- Tres Mencions als Despatxos – 01/01/1941 – 17/03/1941 – 31/01/1947
- Estrella de 1939-45 amb roseta "Batalla d'Anglaterra"
- Estrella de les Tripulacions Aèries d'Europa amb roseta "Atlàntic"
- Medalla de la Defensa
- Medalla de la Guerra 1939-1945
- Cavaller de la Legió d'Honor (França)
- Creu de Guerra (França)